# Височинівка (Старобільський район)
Височи́нівка — село в Україні, у Марківській селищній громаді Старобільського району Луганської області. Населення становить 440 осіб.

## Інфраструктура
У селі функціонує СТОВ «Фрунзе» (керівник О. П. Брюховецький), що спеціалізується на вирощуванні зернових культур і тваринництві, загальноосвітня школа I—II ступенів, дитячий садок, Будинок культури, бібліотека, фельдшерсько-акушерський пункт, 2 магазини, церква.

## Відомі люди
- Сивоконь Василь Митрофанович — воїн-інтернаціоналіст Афганістану;
- Брюховецький Олександр Петрович — ліквідатор аварії на ЧАЕС, депутат Марківської районної ради, керівник СТОВ «Фрунзе».